# ミレン・ペトコフ
ミレン・イヴァノフ・ペトコフ（Milen Ivanov Petkov、1974年1月12日 - ）は、ブルガリアの元サッカー選手。元ブルガリア代表。ポジションはミッドフィールダー。

## 来歴
1995年にブルガリア代表デビュー。出場機会は無かったが1998 FIFAワールドカップのメンバーにも選ばれた。また、UEFA EURO 2004にも出場した。ブルガリア代表で通算41試合に出場、1得点をあげた。

## 代表歴

### 出場大会
- ブルガリア代表
  - 1998 FIFAワールドカップ

### 試合数
- 国際Aマッチ 41試合 1得点（1995年-2004年）[1]

| ブルガリア代表 | 国際Aマッチ | 国際Aマッチ |
| 年             | 出場        | 得点        |
| -------------- | ----------- | ----------- |
| 1995           | 3           | 0           |
| 1996           | 0           | 0           |
| 1997           | 2           | 0           |
| 1998           | 3           | 0           |
| 1999           | 9           | 0           |
| 2000           | 5           | 0           |
| 2001           | 7           | 0           |
| 2002           | 3           | 0           |
| 2003           | 3           | 0           |
| 2004           | 6           | 1           |
| 通算           | 41          | 1           |